# Milonice (Blanskói járás)
Milonice település Csehországban, a Blanskói járásban. Milonice Černá Hora, Závist, Újezd u Černé Hory, Lipůvka és Lažany településekkel határos. Lakosainak száma 173 fő (2024. január 1.).

## Népesség
A település lakosságának változását az alábbi diagram mutatja:
| Lakosok száma | 126  | 170  | 198  | 165  | 189  | 176  | 176  | 171  | 171  | 173  |
|               | 1869 | 1890 | 1921 | 1950 | 1980 | 2001 | 2017 | 2019 | 2022 | 2024 |